# Henri-Gatien Bertrand
Henri-Gatien, hrabě Bertrand (28. března 1773 zámek Raoul poblíž Châteauroux, departement Indre, Francie – 31. ledna 1844 Châteauroux) byl francouzský generál, maršál císařského paláce a jeden z nejbližších spolupracovníků Napoleona Bonaparte.

## Život
Bertrand pocházel ze zámožné vážené rodiny. Otec Henri Bertrand byl správcem královských lesů a vodních ploch v oblasti Bourges, matka Henriette rozená Boucher pocházela z rodiny vysokého královského správního úředníka.
Henri-Gatien od 11. září 1793 studoval v královské vojenské technické škole v Mézieres a během Francouzské revoluce vstoupil do pařížské Národní gardy a později do technického sboru armády. Sloužil v letech 1795–1796 v Pyrenejské a Italské armádě (21. března 1795 kapitán) a roku 1796 byl členem suity generála Auberta du Bayet, který byl jmenován mimořádným vyslancem Francie v Istanbulu. V roce 1798 se účastnil egyptského tažení. Zde na sebe upozornil již v bitvě u pyramid (21. 7. 1798), za což byl povýšen do hodnosti plukovníka a o rok později v pozemní bitvě u Abúkíru (25. 7. 1799), kde byl lehce raněn na hlavě. Zůstal v Egyptě i po odjezdu Napoleona Bonaparte a 16. 9. 1800 byl jmenován brigádním generálem. Od 21. 3. 1801 vykonával funkci velitele fortifikačních prací v Alexandrii. V bitvě u Slavkova (2. 12. 1805) se vyznamenal chladnokrevností a statečností a byl jmenován generálním adjutantem císaře. Roku 1806 velel obsazení špandavské pevnosti (25. října 1806), účastnil se bitvy u Jílového (8. února 1807), dobytí Gdaňska (24. května 1807), po kterém byl 30. května 1807 povýšen na divizního generála a vyznamenal se v bitvě u Friedlandu (14. června 1807). V březnu 1808 byl nobilitován na hraběte. Roku 1809 přispěl významně po bitvě u Aspern (21. a 22. května 1809) k záchraně armády bleskovým projektem a stavební realizací tří dunajských mostů na ostrov Lobau.
Dne 16. září 1808 uzavřel sňatek s Elisabeth Francoise Dillonovou, zvanou Fanny. Manželka byla dcerou generála Arthura Dillona (1750-1794), popraveného v době jakobínského teroru. Zúčastnil se roku 1812 ruské kampaně a roku 1813 velel rezervní armádě (IV. sbor) v bitvách u Grossgörschenu čili Lützenu (2. května 1813) a u Budyšína (21.-22. května 1813). Po smrti svého hofmistra generála Duroca (23. května 1813) jmenoval jej císař 18. listopadu 1813 vrchním dvorním maršálem (Grand Maréchal du Palais), hofmistrem. V čele svého sboru bojoval v bitvách u Grossbeeren (23. srpna 1813) a u Dennewitz (6. září 1813), kdy Francouzi dvakrát neuspěli v taženích k Berlínu, a poté 3. října 1813 hájil Wartenburg a přechod Labe proti Blücherovi. V bitvě u Lipska (16.-19. října 1813) hájil v Lindenau silnici do Durynska a poté kryl ústup k Rýnu. Po bitvě u Hanau (30.-31. října 1813) pak velel obraně přechodu Rýna u Mohuče.
Doprovázel císaře na Elbu, stál při císaři pevně i během Sta dnů a bojoval u Waterloo (18. června 1815). Se svou rodinou doprovázel císaře i na ostrov Svaté Heleny a zachoval mu naprostou věrnost a oddanost až do císařovy smrti. Bourbony byl odsouzen k trestu smrti (7. května 1816), ale Angličany nebyl vydán. Po smrti císaře (5. května 1821) byl králem Ludvíkem XVIII. amnestován a byla mu vrácena jeho vojenská hodnost. Při jeho příjezdu 24. října 1821 zpět do Francie byl v Calais triumfálně uvítán.
Po červencové revoluci 1830 vstoupil do politiky a stal se poslancem parlamentu. Zde se připojil k liberálnímu křídlu. Od roku 1834 však se stáhl do soukromí na svůj statek u Chateauroux. Roku 1836 zemřela jeho milovaná žena Fanny na karcinom prsu. Roku 1840 byl pověřen králem Ludvíkem Filipem, aby společně s jeho synem, princem de Joinville, vyzvedl ostatky císaře Napoleona a odvezl je do Francie. Byl též celebritou slavnostního průvodu při převozu Napoleonovy rakve do Paříže. Připravoval pak k vydání Napoleonových pamětí, ale uprostřed práce jej zastihla smrt.